# Canale dei Samari
Il canale dei Samari (o fosso dei Samari) è un corso d'acqua della provincia di Lecce.
Con i suoi 7 chilometri di lunghezza, è il maggior corso d'acqua del basso Salento jonico. Si origina da vari rami dalle serre salentine e sfocia tra le spiagge di Baia Verde e dei Foggi a sud di Gallipoli. Dalla sua foce parte il parco naturale di Gallipoli. Un tempo il suo letto era abbondante d'acqua e le sue sponde ricche di vegetazione, ma oggi il canale dei Samari risulta essere fortemente antropizzato, soprattutto a causa della cementificazione dei suoi argini. Tuttavia, conserva ancora oggi il suo fascino: il ruscello infatti, che è caratterizzato da un fitto canneto, poco dopo aver ricevuto le acque del canale Raho che scorre nel territorio di Taviano, sfiora l'antichissima chiesa di San Pietro dei Samari e il Bosco dei Foggi, pineta di pino d'Aleppo. Un tempo la foce era caratterizzata da alte dune che spesso bloccavano le sue acque, con il conseguente straripamento nelle aree circostanti formando l'ampia palude Li Foggi.